# حماد أبو دعابس
الشيخ حماد أبو دعابس (بالعبرية: חמאד אבו דעאבס) (ديسمبر 1961-) هو عربي إسرائيلي ورئيس الجناح الجنوبي للحركة الإسلامية في إسرائيل. أنتخب رئيسًا للجناح الجنوبي للحركة الإسلامية في إسرائيل في أبريل 2010 خلفًا للشيخ إبراهيم صرصور.